# Illa Komsomólets
L'illa Komsomólets (rus: о́стров Комсомо́лец, óstrov Komsomólets) és l'illa situada més al nord del grup Sévernaia Zemlià (Terra del Nord) a l'àrtic de Rússia. Ocupa una superfície de 9.006 km². El seu punt més septentrional s'anomena cap Àrtic i és un punt de partida per a moltes expedicions àrtiques. El seu punt més alt es troba a 780 msnm. El 65% de la seva superfície està coberta de glaceres.
El sòl està ocupat pel tipus de tundra que és més fred, el desert polar, amb molses i líquens dispersos.
Els primers exploradors d'aquesta illa van ser Gueorgui Uixakov i Nikolai Urvàntsev l'any 1930-32. Segons el seu sistema de donar nom a les illes descobertes segons l'esdeveniment de la Revolució Russa de 1917 les illes van rebre el nom dels membres del Komsomol, la secció comunista jove.
S'ha proposat de canviar el seu nom a Sviàtaia Maria (Santa Maria).